# Edward Morris Erskine
Hon. Edward Morris Erskine (* 17. März 1817; † 19. April 1883 in Twickenham) war ein britischer Diplomat.

## Leben
Erskine war der vierte Sohn des Diplomaten David Erskine, 2. Baron Erskine, aus dessen erster Ehe mit Frances Cadwallader. Seine diplomatische Karriere begann im Dienst seines Vaters, der zu dem Zeitpunkt britischer Botschafter in Bayern war, worauf er unter anderem in den britischen Botschaften im Königreich Sardinien, den Vereinigten Staaten, Schweden, dem Russischen Kaiserreich und dem Osmanischen Reich arbeitete. Von 1864 bis 1872 war er britischer Botschafter in Griechenland. In seine Amtszeit fielen 1870 die „Dilessi-Morde“, die Ermordung mehrerer britischer Adliger durch griechische Straßenräuber, die zu einer diplomatischen Krise zwischen beiden Ländern führte. Nach seiner Zeit in Griechenland war er bis 1881 britischer Botschafter in Schweden und trat dann in den Ruhestand. 1873 er als Companion des Order of the Bath ausgezeichnet. Er verstarb am 19. April 1883 im Londoner Stadtteil Twickenham.
Erskine heiratete am 24. Juli 1847 Caroline Vaughan († 1877), die Tochter des Robert Hamilton Vaughan und Witwe Andrew Loughnans. Sie hatten gemeinsam drei Töchter und einen Sohn.